# Tomba a grotticella
La tomba a grotticella (detta anche a forno o a catacomba) è un particolare tipo di tomba scavata nella roccia, usata in particolare nell'arco del III millennio a.C. (Età del Rame e del Bronzo).

## Struttura

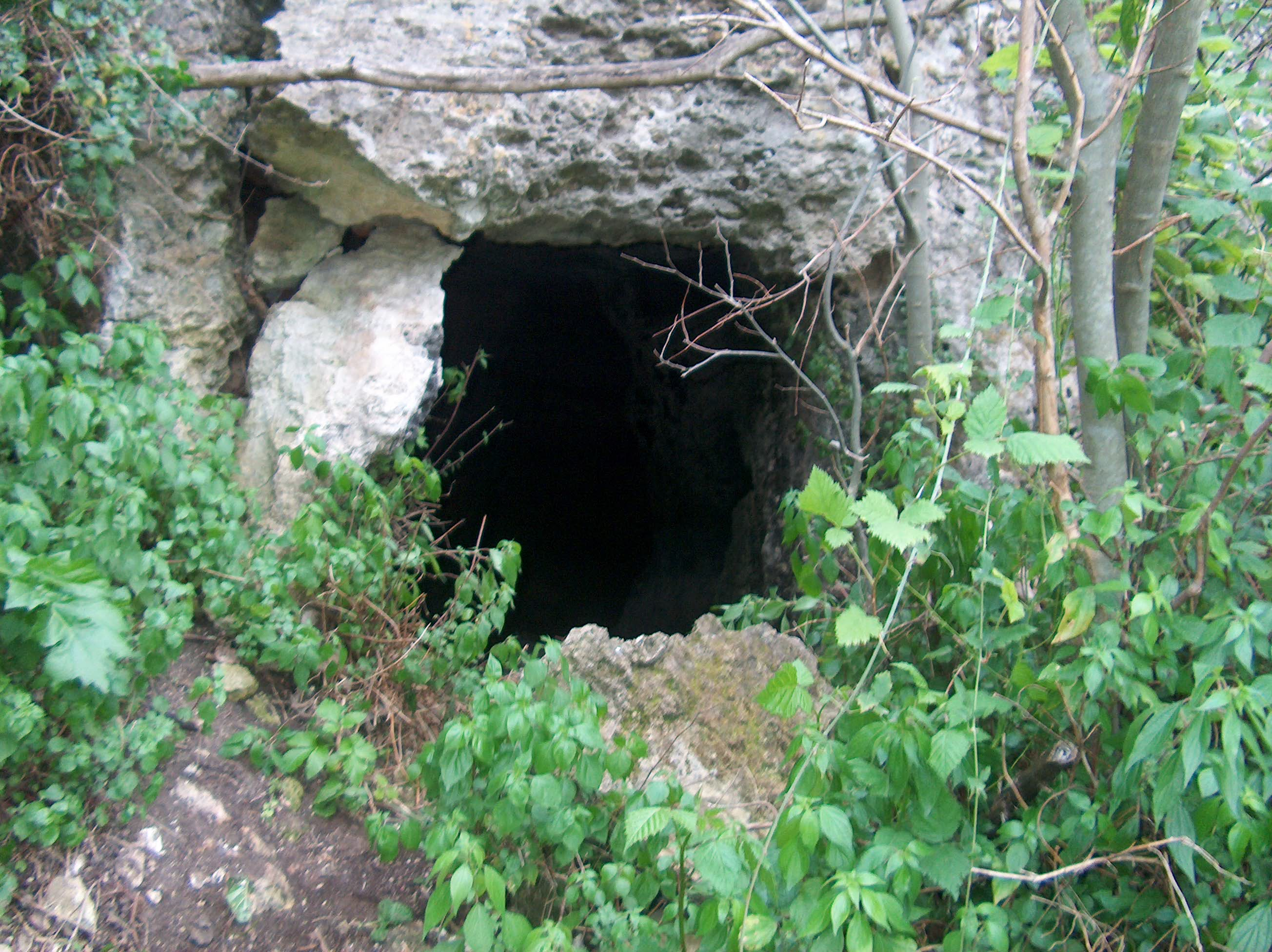
Apertura di una tomba a grotticella

La struttura di una tomba a forno è molto semplice. Il nome stesso ricorda la struttura dei tipici forni siciliani. Similmente infatti, essa presenta una camera sepolcrale a forma di grotticella con un'apertura di esigue dimensioni. La camera sepolcrale può spesso essere preceduta da un'anticamera o anche da un corridoio. A copertura dell'apertura veniva posto un portello monolite spesso scolpito con simboli antropomorfi o simboli spiraliformi.

## Storia
In Sicilia la tomba a forno sostituì la tomba a pozzetto. Inizialmente usata per sepolture singole, la tomba a forno venne successivamente impiegata per sepolture di massa, probabilmente per l'aumento della popolazione.
È possibile trovare questo tipo di tombe in tutto il territorio siciliano. Sensazionali le migliaia che si aprono a Pantalica, le cui necropoli rupestri sono state dichiarate patrimonio dell'umanità dall'UNESCO.